# Xysticus barbatus
Xysticus barbatus är en spindelart som beskrevs av Lodovico di Caporiacco 1936. Xysticus barbatus ingår i släktet Xysticus och familjen krabbspindlar.
Artens utbredningsområde är Libya. Inga underarter finns listade i Catalogue of Life.